# Veljko Bulajić
Veljko Bulajić   (Vilusi, 22 de març de 1928 - Zagreb, 2 d'abril de 2024) va ser un director de cinema montenegrí croat i guanyador del premi Kalinga de la UNESCO. Va passar la major part de la seva vida treballant a Croàcia i és conegut principalment per dirigir pel·lícules iugoslaves ambientades en la Segona Guerra Mundial del gènere cinematogràfic de partisans. Segons la televisió pública croata, les seves pel·lícules van arribar a una audiència superior a 500 milions d'espectadors arreu del món. Les quatre millors pel·lícules iugoslaves més vistes de tots els temps van ser totes dirigides per Bulajić. El servei de reproducció MUBI descriu Bulajić com «un creador de taquilles èpiques a mida».

## Primers anys
Bulajić va néixer al poble de Vilusi, a prop de Nikšić, Regne de Iugoslàvia. Va ser un combatent de la resistència a la Segona Guerra Mundial en haver-se unit al grup de partisans iugoslaus als 15 anys. Bulajić i els seus dos germans grans van resultar ferits a la batalla i, en un moment, tota la seva família va ser empresonada en un camp de concentració feixista italià. En una entrevista del 2015 per a un lloc web de notícies xineses, Bulajic va compartir una història de com el seu "germà gran es trobava a l'estació de ferrocarril de Montenegro quan els aliats dels feixistes italians van canviar els trens cap al riu Neretva. El meu germà els va anomenar traïdors i un d'ells el va disparar, ferint-lo greument i va morir després."
Els dos germans supervivents, Veljko i Stevan, més tard coescriurien les pel·lícules Kozara i La batalla del Neretva.
Després de la Segona Guerra Mundial Bulajic va ser estacionat a la base de l'Exèrcit Popular Iugoslau a Zagreb. És aquí on Bulajic va trobar la seva passió pel cinema, que el va portar a cursar estudis al Centro Sperimentale di Cinematografia italià sota la tutela de Cesare Zavattini. Després va treballar com a ajudant de les llegendes del cinema italià Federico Fellini i Vittorio De Sica abans de retornar a Iugoslàvia.

## Carrera
Bulajic va produir d'antuvi dos curtmetratges abans de debutar el llargmetratge Vlak bez voznog reda (Tren sense horari). La pel·lícula era un drama complex que tractava les interaccions entre persones que eren forçats a abandonar les seves cases ancestrals per traslladar-se a terres de conreu noves, encara no desenvolupades. El seu debut va ser un èxit important i va guanyar l'entrada al Festival Internacional de Cinema de Canes i la consideració d'un dels premis de cinema més prestigiosos del món, la Palma d'Or. La pel·lícula també va guanyar quatre premis als Premis Nacionals de Cinema Iugoslaus (ara coneguts com a Festival de Cinema de Pula) i un premi de la ciutat de Zagreb. Les seves dues pel·lícules següents, Rat i Uzavreli grad també van rebre diversos premis Or i Plata en diverses categories als premis nacionals de cinema iugoslaus. Rat també va ser nominada per al Lleó d'Or al 21a Mostra Internacional de Cinema de Venècia, convertint-la en la segona candidatura de Bulajic a un dels tres grans premis del festival internacional de cinema (Lleó d'or de Venècia, Palma d'Or de Canes i Ós d'Or de Berlín).
El 1962 va dirigir Kozara que li va atraure l'atenció internacional, ja que va tornar a guanyar un Gran Arena d'Or a la millor pel·lícula als premis nacionals de cinema iugoslaus i la pel·lícula es va estrenar al museu més gran del món, el Louvre francès. Va participar al 3r Festival Internacional de Cinema de Moscou on va guanyar el Premi d'Or. Bulajić fou membre del jurat al 4t Festival Internacional de Cinema de Moscou. la pel·lícula fou projectada al Festival Internacional de Cinema de San Francisco.
El 1969 va escriure i dirigir la llegendària pel·lícula bèl·lica La batalla del Neretva protagonitzada per Orson Welles i Yul Brynner. Més de 350 milions de persones han vist la pel·lícula a tot el món i es troba a la llista de pel·lícules més cares no en anglès. Pau Picasso va crear un dels cartells promocionals de la pel·lícula, un dels dos únics cartells de cinema que ha creat l'artista. En lloc d'un pagament, Picasso i Bulajic van acordar que Bulajic proporcionaria a Picasso una caixa de vi iugoslau. Els dos s'havien trobat al Festival de Televisió de Montecarlo uns anys abans de Neretva quan, com es descriu a continuació, Bulajic es va endur el premi Nimfa d'Or pel seu documental Skoplje '63 sobre el devastador terratrèmol de la capital macedònia. Picasso havia decidit assistir al festival després que Marcel Achard li mostrés una vista prèvia de la pel·lícula. La banda sonora de Neretva va ser creada pel compositor guanyador de l'Oscar Bernard Herrmann i la pel·lícula fou nominada a l'Oscar a la millor pel·lícula de parla no anglesa. El president Josip Broz Tito i la primera dama Jovanka Broz, Omar Sharif i Sophia Loren van assistir a l'estrena de la pel·lícula a Sarajevo. L'leshores governador de Califòrnia i futur president dels EUA, Ronald Reagan, va assistir a l'estrena sls Estats Units. En una entrevista de 2020, Bulajic va declarar que Reagan li va dir en privat en una reunió a Beverly Hills que ell (Reagan) no suportava Orson Welles, però que estava d'acord que Welles era un molt bon actor.
El 16 de gener de 2018, el govern de la República d'Eslovènia va fer una sol·licitud formal a la República de Sèrbia sol·licitant que les còpies originals de la pel·lícula fossin lliurades a Eslovènia i reconegudes oficialment com a part del seu patrimoni cultural nacional. Bulajic va respondre a través dels mitjans croats que ni els eslovens ni els serbis tenien dret a la pel·lícula, ja que es tractava d'una producció croata. Quan es va estrenar la pel·lícula, els tres països formaven part de Iugoslàvia.
En una entrevista de 2014, Bulajic va atribuir l'èxit de Neretva a la seva trama poc convencional, que només inclou 15 minuts de trets i batalles, mentre que la resta es dedica a la història de com es van salvar i cuidar els ferits.
L'estrena de la pel·lícula de Bulajic,Atentat u Sarajevu va ser organitzada personalment per la primera dama d'Itàlia, Vittoria Leone. La pel·lícula fou protagonitzada pels actors de Hollywood Christopher Plummer, Maximillian Schell i Florinda Bolkan.
El 2017 Bulajic va començar a rodar el que es creu que seria el seu últim llargmetratge. La pel·lícula Escape to the Sea és protagonitzada per l'actor Tom Wlaschiha de Game of Thrones com un soldat alemany perdut darrere de les línies enemigues a la Segona Guerra Mundial.

## Monografia
El 2015 es va publicar una monografia de 435 pàgines de la trajectòria de Bulajic. La monografia va ser compilada per Božo Rudez ((pare de l'ex jugador de l'NBA Damjan Rudez) i va ser presentada al públic pel ministre croat de Cultura Berislav Šipuš. 35 autors croats i 48 internacionals van contribuir al monogràfic, que inclou imatges de tots els actors de Bulajic i descripcions de les habilitats artístiques de Bulajic escrites per Orson Welles, François Truffaut, Andrzej Wajda, Carlo Ponti, Sergei Bondarchuk, Miroslav Krleža, Alberto Moravia i molts altres. La monografia també inclou ressenyes de les pel·lícules de Bulajic de The New York Times, Le Monde, The Times, Cinema, La Voz de España i altres diaris.

## Activitats humanitàries
Bulajic va ser un dels 141 croats destacats que van participar en l'acció humanitària del comboi Libertas destinat a trencar el bloqueig naval imposat per la Marina Iugoslava a la ciutat croata de Dubrovnik el 1991. El bloqueig naval havia suposat una escassetat massiva d'aliments, medicaments i altres necessitats a la ciutat. Stjepan Mesić, que era l'exsecretari general del Moviment dels països no alineats i que en aquell moment ostentava el títol de president de la presidència de Iugoslàvia, també es trobava a bord del vaixell. Mesic passaria a exercir el càrrec de president de Croàcia. A bord també hi havia el primer ministre croat, Franjo Gregurić. Després d'una durada de diverses hores amb negociant amb la marina, el seu vaixell, Slavija, va trencar amb èxit el bloqueig a finals de novembre de 1991 i va lliurar els subministraments necessaris als residents de la ciutat i als refugiats dels voltants.
En una reunió de record del 2010 organitzada per la primera ministra croata Jadranka Kosor, Bulajic va declarar que el comboi va ser, aleshores, una de les iniciatives mundials més positives.

## Política
Tot i ser considerat sovint com el director oficial del president iugoslau Josip Broz Tito, Bulajic ha citat que va tenir diverses visions sobre el llegat de Tito lloant el seu lideratge antifeixista durant la Segona Guerra Mundial i la seva capacitat de plantar cara a Stalin en la ruptura Tito-Stalin el 1948, però també el va criticar per les seves polítiques col·lectivistes i per l'ús de les presons polítiques. El germà gran de Bulajic, Stevan Bulajic, que també era un guionista destacat i intel·lectual, va ser empresonat a la instal·lació de detenció de Goli Otok després de publicar un editorial que criticava l'elit comunista governant per comprar a les botigues diplomàtiques productes que estaven fora de l'abast de la gran majoria de la població.
A finals dels anys 90, Bulajic va exigir una investigació del govern per l'ús indegut de fons destinats a donar suport a una pel·lícula que escrivia i dirigia sobre el tema del setge de Sarajevo. Bulajic inicialment va manifestar la seva preocupació per la manca de fons directament a la companyia productora i només va passar a fe-ho públic després que no rebre cap resposta. Bulajic va fer al·lusió al fet que el fill del Comandant Suprem Aliat a Europa de l'OTAN i del general de 4 estrelles Wesley Clark, Wesley Clark Jr., podria estar involucrat en l'apropiació indeguda dels fons. Clarke havia estat nomenat coproductor executiu tot i no tenir credencials de cinema. Després que es van fer públiques les seves acusacions, Bulajic va ser acomiadat. Una revista local després va afirmar estar en possessió de documents que mostraven transferències bancàries sospitoses al compte de Clarke.
El 2018, Bulajic va parlar del llançament oficial de la campanya electoral de Milo Dukanović. A l'acte, Bulajic va estar assegut al costat del primer ministre montenegrí, Dusko Marković, que també va manifestar el seu fort suport a Dukanovic. Dukanovic va guanyar les eleccions el 15 d'abril de 2018. Va ser la segona victòria de Dukanovic, ja que ja havia estat president de Montenegro a finals dels anys 90.
18 anys abans, Bulajic havia acompanyat el president croat Stjepan Mesić en la seva històrica visita per conèixer el llavors president Dukanović (que aleshores ocupava el primer mandat en el càrrec). La reunió dels presidents va ser vista com un punt d'inflexió en les relacions bilaterals entre les dues nacions veïnes. Bulajic va ser un partidari actiu de la recerca de la independència de Croàcia i, més tard, de la cerca de la independència de Montenegro i la seva pertinença a l'OTAN. En una entrevista de 2019 va dir que l'entrada de Montenegro a l'OTAN era "la data més important de la història de Montenegro".
En una altra entrevista del 2019, Bulajic va afirmar que l'antifeixisme a Europa es troba en perill i que els moviments nacionalistes del continent són una reminiscència dels anys trenta.
També el 2019, Bulajic va signar una crida pública que instava la comunitat internacional a condemnar la "campanya política, religiosa i mediàtica" sèrbia destinada a desestabilitzar la pau i l'estabilitat a la veïna Montenegro. Entre els altres signants hi havia l'expresident croat Stjepan Mesić, l'ex ministre iugoslau d'Afers Exteriors i ambaixador als Estats Units, Alemanya i Indonèsia, Budimir Lončar, ex president d'Eslovènia Milan Kučan, l'exsecretària del Comitè Central de la Lliga dels Comunistes de Sèrbia Latinka Perović, l'ex-membre de la presidència de Iugoslàvia per a RS Bòsnia i Hercegovina Bogić Bogićević, i l'ambaixador de Croàcia a la UNESCO i fundador de Bet Israel Ivo Goldstein, entre d'altres.

## Premis i reconeixements
Probablement el major reconeixement de Bulajic va ser quan el Director General de l'Organització de les Nacions Unides per a l'Educació, la Ciència i la Cultura (UNESCO) li va concedir el prestigiós premi Kalinga per la contribució cinematogràfica artística més significativa de l'any. El premi va ser en reconeixement de la seva pel·lícula documental Skoplje '63 sobre el terratrèmol massiu que va destruir la ciutat el 1963. La pel·lícula també va obtenir per Bulajic la seva tercera nominació (i només guanyar) en un dels festivals de cinema "Tres Grans". Va portar a casa el lleó d'or al 25a Mostra Internacional de Cinema de Venècia. A més, la pel·lícula va proporcionar diversos premis a Bulajic, incloent el premi de la crítica de cinema del Festival de Canes, l'Espiga d'Or a la Seminci (també coneguda com a Setmana Internacional de Cinema de Valladolid), un guardó al Festival Internacional de Cinema d'Edimburg, la Nimfa d'Or al Festival de Televisió de Montecarlo, i el premi CIDALC del Comitè Internacional per a la Difusió d'Obres Artístiques i Literàries del Cinematògraf. L'Institut de cinema suec la va classificar com una de les 15 millors pel·lícules realitzades entre 1920-1964.
Ek 2012, la Lliga Internacional d'Humanistes va reconèixer Bulajic com el director de cinema humanista del segle xx. El reconeixement es va atorgar a Bulajic durant la presidència d'Elizabeth Rehn de la lliga internacional.
Bulajic ha obtingut premis de millor director o millor film al Festival Internacional de Cinema Fantàstic de Sitges a Catalunya, Festival Internacional de Cinema del Cairo, Festival Internacional de Cinema de Vancouver, Festival Internacional de Cinema de Sant Petersburg, als festivals de Florència, Avelin i Cuneu, Dok Leipzig, Festival Internacional de Cinema de Sany Sebastià i Festival Internacional de Cinema de l'Índia (abans conegut com a Festival de Cinema de Nova Delhi).
El 2008, el Festival Internacional de Cinema dels germans Manaki li va atorgar un premi especial Càmera d'Or 300 per les seves contribucions al cinema mundial.
El 2010, la Comissió del 32è Festival Internacional de Cinema de Moscou va incloure La batalla de Neretva en la seva llista de les 10 pel·lícules més importants mai realitzades sobre la Segona Guerra Mundial. Això va posar la pel·lícula en companyia d'obres mestres com El pont sobre el riu Kwai de David Lean i L'Imperi del Sol de Steven Spielberg.
Al llarg de la seva carrera, Bulajic ha treballat amb diverses estrelles hollywoodianes com Orson Welles, Hardy Kruger, Sergei Bondarchuk, Franco Nero, Christopher Plummer i Yul Brynner.
Entre els altres premis destacats de Bulajic destaquen deu premis de l'Arena d'or al Festival de Cinema de Pula, el premi del públic al Festival de Canes, un premi de tota la vida al MedFilm Festival i el premi de cinema més antic d'Europa, el Nastro d'Argento que atorga el Sindicat nacional de periodistes de cinema italià.
Bulajic va formar part del jurat del Festival de Canes el 1968, 1969 i 1980. És una de les 15 úniques persones que han participat al jurat tres o més vegades. Bulajic també ha participat en els jurats del Festival de Venècia, del Festival de Sant Sebastià i del Festival Internacional de Cinema de Delhi. En un article del 2011, l'organització estatunidenca de periodisme polític Politico feia referència a Bulajic com "un dels director amb més èxit del seu moment".
El 2016 va ser reconegut amb el SEE Film Legend Award pel Comitè Internacional del Festival de Cinema de l'Europa del Sud-Est.
Bulajic ha estat reconegut amb diversos premis i medalles estatals. Aquests inclouen el premi Ciutat de Berlín, el premi del Consell Antifeixista d'Alliberament Nacional de Iugoslàvia (que va ser el premi més alt estat concedit als civils de la República Federal Socialista de Iugoslàvia) el premi "Terra sagrada de Stalingrad" de la Unió Soviètica, el premi a tota una vida del 13 de juliol (el màxim honor civil a Montenegro), el premi Ciutat de Skopje (Macedònia), el premi Ciutat de Zagreb (Croàcia) i el premi Vladimir Nazor per una vida de cinema atorgat per la República de Croàcia per contribucions destacades a les arts i la cultura.

## Filmografia selecta
- Vlak bez voznog reda (1959)
- Rat (1960)
- Uzavreli grad (1961)
- Kozara (1962)
- Skoplje '63 (1964)
- Pogled u zjenicu sunca (1966)
- La batalla del Neretva (1969)
- Crna Gora (sèrie de televisió, 1973)
- Atentat u Sarajevu (1975)
- Čovjek koga treba ubiti (1979)
- Visoki napon (1981)
- Veliki transport (1983)
- Obećana zemlja (1986)
- Donator (1989)
- Libertas (2006)
- Mjesto sjecanja: Vukovar (2015)